# The Laramie Project
The Laramie Project è uno spettacolo teatrale di Moisés Kaufman e dei membri del Tectonic Theater Project sulle reazioni della popolazione di Laramie, cittadina nello stato del Wyoming, all'assassinio del ventunenne Matthew Shepard, lì avvenuto nel 1998, considerato un crimine d'odio motivato dall'omofobia.

## Trama
Diviso in tre atti, lo spettacolo raccoglie oltre 200 interviste condotte dai componenti della compagnia teatrale con gli abitanti della città, il diario giornaliero dei membri della compagnia e le notizie dei media al tempo. Otto attori interpretano più di sessanta parti che sono descritte come la trascrizione di "momenti", più che scene nel senso tradizionale.

## Storia delle rappresentazioni
Lo spettacolo debuttò nel febbraio del 2000 al Center Theatre di Denver, che è parte del Centro per le Arti Performative (the Denver Center for the Performing Arts), ed è stato poi rappresentato nell'Union Square Theater di New York prima del novembre del 2002, quando è stato rappresentato a Laramie stessa.
La prima italiana è avvenuta nel luglio 2020 al Napoli Teatro Festival, in una produzione del Teatro dell'Elfo di Milano per la regia di Ferdinando Bruni e Francesco Frongia. La produzione italiana, intitolata Il seme della violenza, fa il suo debutto milanese al Teatro dell'Elfo nel febbraio 2021.

## Trasposizione cinematografica
A seguito del successo dello spettacolo, la HBO commissionò l'omonimo film The Laramie Project uscito nel 2002, anche questo scritto e diretto da Kaufman e interpretato da Christina Ricci, Steve Buscemi, Camryn Manheim, Bill Irwin, Summer Phoenix, Joshua Jackson, Clea DuVall, Janeane Garofalo e Michael Emerson. La sceneggiatura è nello stile documentario ma alcuni eventi reali sono reinterpretati dagli attori.
Il film è stato premiato al Sundance Film Festival nel gennaio del 2002 ed è stato trasmesso nella televisione statunitense dalla HBO nel marzo del 2002.

## Utilizzo scolastico
Poi, lo spettacolo ha cominciato a essere utilizzato nelle scuole per l'insegnamento sul tema pregiudizio e tolleranza nei programmi di educazione personale e sociale e di cittadinanza, ed è utilizzato anche nel Regno Unito quale testo per il GCSE (General Certificate of Secondary Education) per la letteratura inglese.
The Laramie Project è stato rappresentato da numerose scuole e università, anche con attori professionisti, negli USA, nel Regno Unito e in Nuova Zelanda. Molte delle rappresentazioni negli USA sono state picchettate da rappresentanti di Fred Phelps, pastore di una chiesa battista indipendente, rappresentato nello spettacolo e noto per la sua propaganda anti-gay.